# Marek Wąsowicz
Marek Wąsowicz (ur. 1951) – polski historyk prawa, profesor nauk prawnych, nauczyciel akademicki Uniwersytetu Warszawskiego, były prorektor UW oraz członek zarządu Fundacji Uniwersytetu Warszawskiego.

## Życiorys
W 2000 r. uzyskał tytuł naukowy profesora nauk prawnych. Zatrudniony w Instytucie Historii Prawa Wydziału Prawa i Administracji UW, gdzie pełni funkcję kierownika Katedry Powszechnej Historii Państwa i Prawa oraz przewodniczącego Rady Naukowej Instytutu Historii Prawa Wydziału Prawa i Administracji UW. W pracy naukowej zajmuje się powszechną historią państwa i prawa, ze szczególnym uwzględnieniem historii Francji. 
Od 2013 r. jest dyrektorem Międzywydziałowych Indywidualnych Studiów Humanistycznych Uniwersytetu Warszawskiego.
W 2014 r. został kuratorem otwartej 11 września 2014 na UW katedry im. Tadeusza Mazowieckiego. 

## Wybrane publikacje
- Historia ustroju państw Zachodu. Zarys wykładu, Warszawa 1998, 2007, 2011
- Między tronem, giełdą i barykadą. Francja 1830–1848, Warszawa 1994
- Wybór źródeł do historii państwa i prawa w dobie nowożytnej, Warszawa 1996, 2001
- Prawo i obywatel. Rzecz o historyczno-prawnych korzeniach europejskiego standardu ustrojowego, Warszawa 2015, 2020